# وودبورن (اورگن)
وودبورن (به انگلیسی: Woodburn) شهری در شهرستان ماریون ایالت اورگن است و در سرشماری سال ۲۰۱۱ میلادی، ۲۴٬۰۸۰ نفر جمعیت داشته که نسبت به سال ۲۰۱۰، ۰٫۰۴ درصد رشد جمعیت داشته‌است.

## موقعیت جغرافیایی
موقعیت جغرافیایی شهرها و مناطق اطراف به شرح زیر است: